# Guibéroua
Guibéroua este o comună din regiunea Gôh, Coasta de Fildeș.